# Mnaseas (Padre de Zenon de Citio)
Mnaseas (griego antiguo: Μνασέας) fue un comerciante de origen chipriota, conocido principalmente por ser el padre de Zenón de Citio, el fundador de la escuela estoica y sus tres ramas (Logica, Física y Etica).

## Vida
Mnaseas era un comerciante destacado en Citio (actual Kition), una ciudad que se distinguía por su activa participación en las rutas comerciales del Mediterráneo oriental. Como comerciante, Mnaseas probablemente estuvo involucrado en actividades relacionadas con la exportación de productos locales, como aceite de oliva, vino o cerámica, y la importación de bienes de lujo provenientes del Egeo y el Levante, lo que reflejaba la riqueza cultural y económica de la región.
Aunque no existen registros directos sobre su vida personal, es plausible que Mnaseas, como figura económicamente establecida, gozará de una posición respetada dentro de la sociedad de Citio, lo cual le habría permitido establecer conexiones con las élites locales y acceder a recursos educativos para su hijo. En este contexto, su papel como comerciante no solo le proporcionó los medios para sostener a su familia, sino que también pudo haber influido en la exposición temprana de Zenón a ideas y filosofías provenientes de las diversas culturas que convergían en Citio.
Además, el comercio marítimo en el Mediterráneo implicaba cierto grado de riesgo y habilidad estratégica, lo que sugiere que Mnaseas habría poseído capacidades organizativas y una comprensión profunda de los mercados de la época. Esto podría haber servido como ejemplo formativo para Zenón, marcando las bases de su interés por la lógica, el orden y la disciplina, principios fundamentales del estoicismo que su hijo desarrolló más tarde.

## Contexto histórico y cultural
Citio, en Chipre, era un destacado centro comercial del Mediterráneo oriental durante el periodo helenístico temprano. Esta ciudad, con fuertes influencias tanto griegas como fenicias, era conocida por su puerto estratégico y su papel como punto clave en las rutas comerciales que conectaban el Egeo con el Levante y Egipto. La economía de Citio dependía en gran medida del comercio marítimo, lo que proporcionaba a sus habitantes oportunidades significativas de acumulación de riqueza y contacto con una amplia variedad de culturas y bienes.

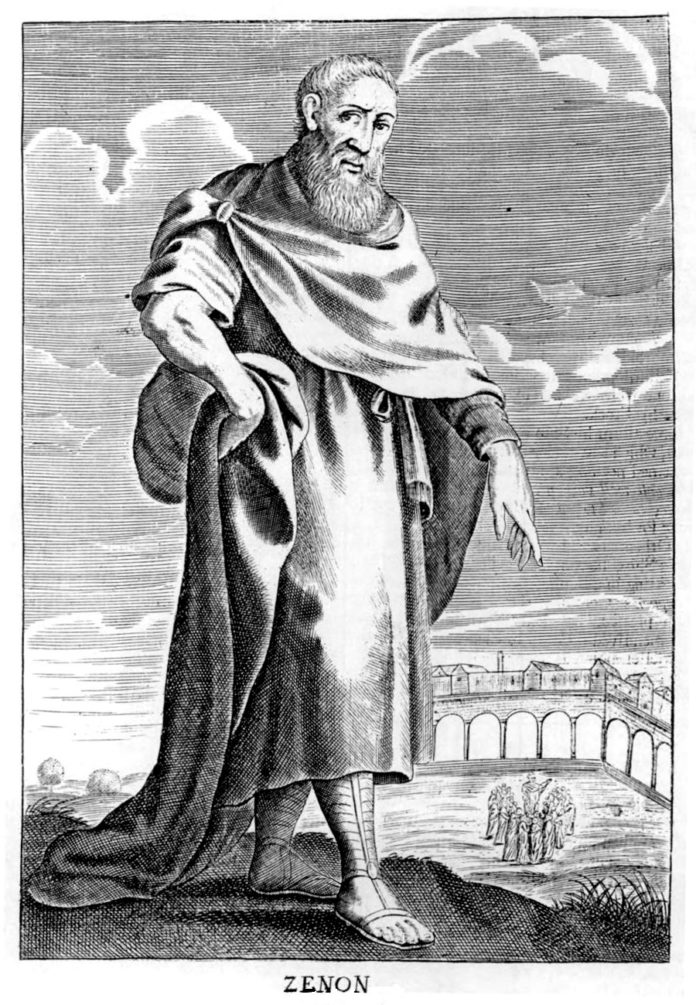
Ilustración de Zenon de Citio (Su Hijo)

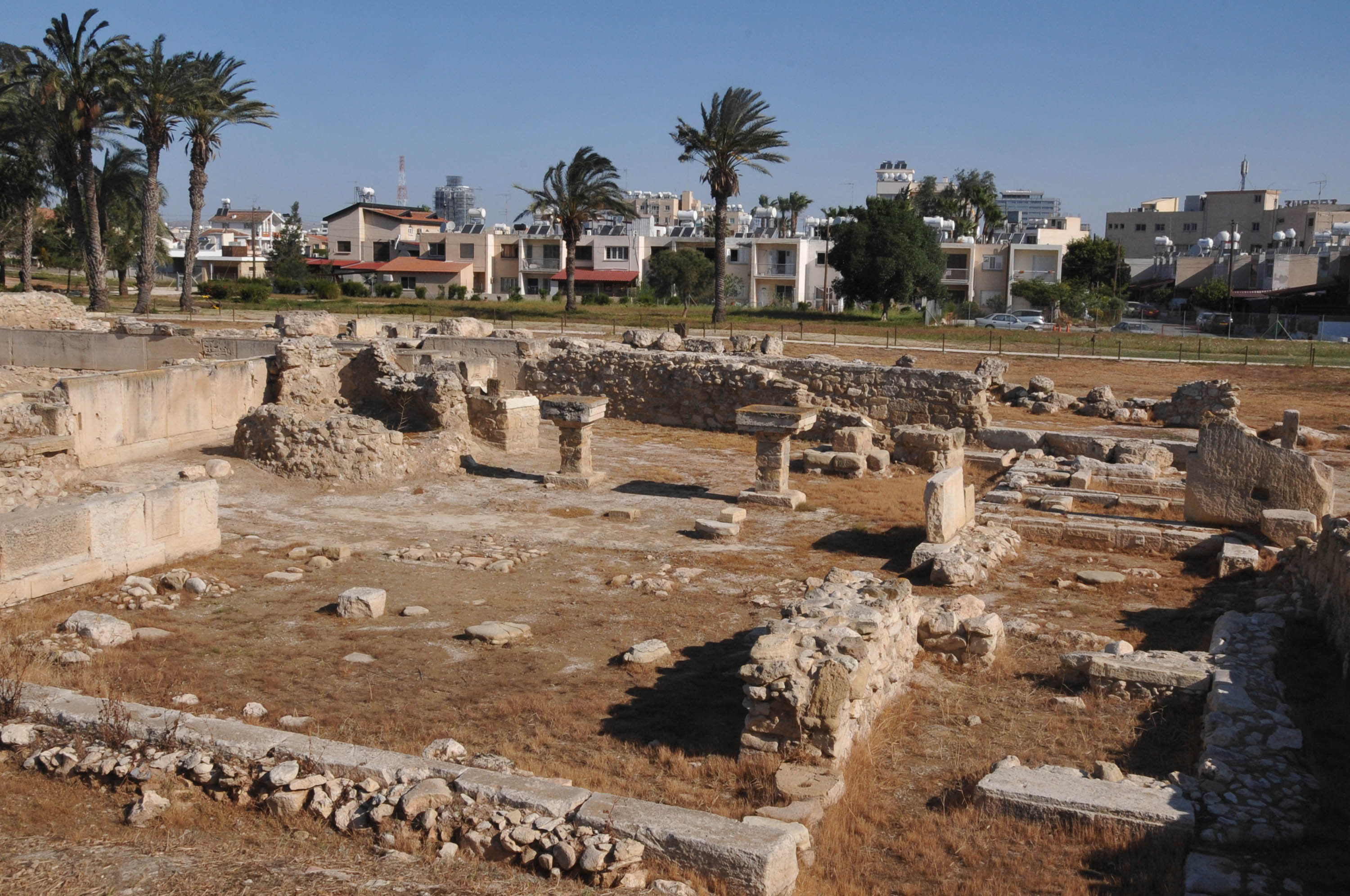
Ruinas de Citio en Chipre donde Mnaseas paso gran parte de su vida

Mnaseas, como comerciante establecido en Citio, habría participado activamente en este entorno comercial dinámico. Su posición en una ciudad tan próspera y multicultural le habría permitido generar los recursos necesarios para proporcionar a su hijo, Zenón, una educación de alto nivel. Esto habría sido especialmente importante en un contexto donde el acceso al conocimiento estaba influido por los recursos económicos y las conexiones culturales. La estabilidad relativa que ofrecía el comercio en Citio, a pesar de las tensiones políticas de la época por las Guerras de los Diádocos, le permitió cumplir un papel crucial en la formación intelectual de su hijo, quien más tarde fundaría la escuela estoica, considerada una de las corrientes filosóficas más influyentes de la historia.

## Legado
El legado de Mnaseas se manifiesta a través de su hijo, Zenón, quien se convirtió en una de las figuras más influyentes de la filosofía occidental. A pesar de la escasez de información sobre Mnaseas, su contribución como figura paterna fue fundamental en el desarrollo del pensamiento filosófico de Zenón, quien fundó el estoicismo, una corriente filosófica que ha tenido un impacto duradero a lo largo de la historia.Además se sabe que su ocupación en el comercio permitió a Zenón disfrutar de una educación bastante buena en su juventud.